# Floor Jansen
Floor Jansen   (Goirle, 21 de febrer de 1981) és una cantant neerlandesa, actualment vocalista de la banda de metall simfònic Nightwish.
Jansen es va fer popular com a membre de la banda de metall simfònic After Forever, des de 1995 fins a la seva dissolució en 2009, quan el grup es va desintegrar, i va crear ReVamp. El 2012, després de la marxa de la vocalista Anette Olzon del grup Nightwish, se li va oferir a Jansen finalitzar la gira que el grup estava realitzant, i finalment s'hi va acabar incorporant com a vocalista principal.

## Biografia

### Inicis musicals - After Forever (1997 - 2009)

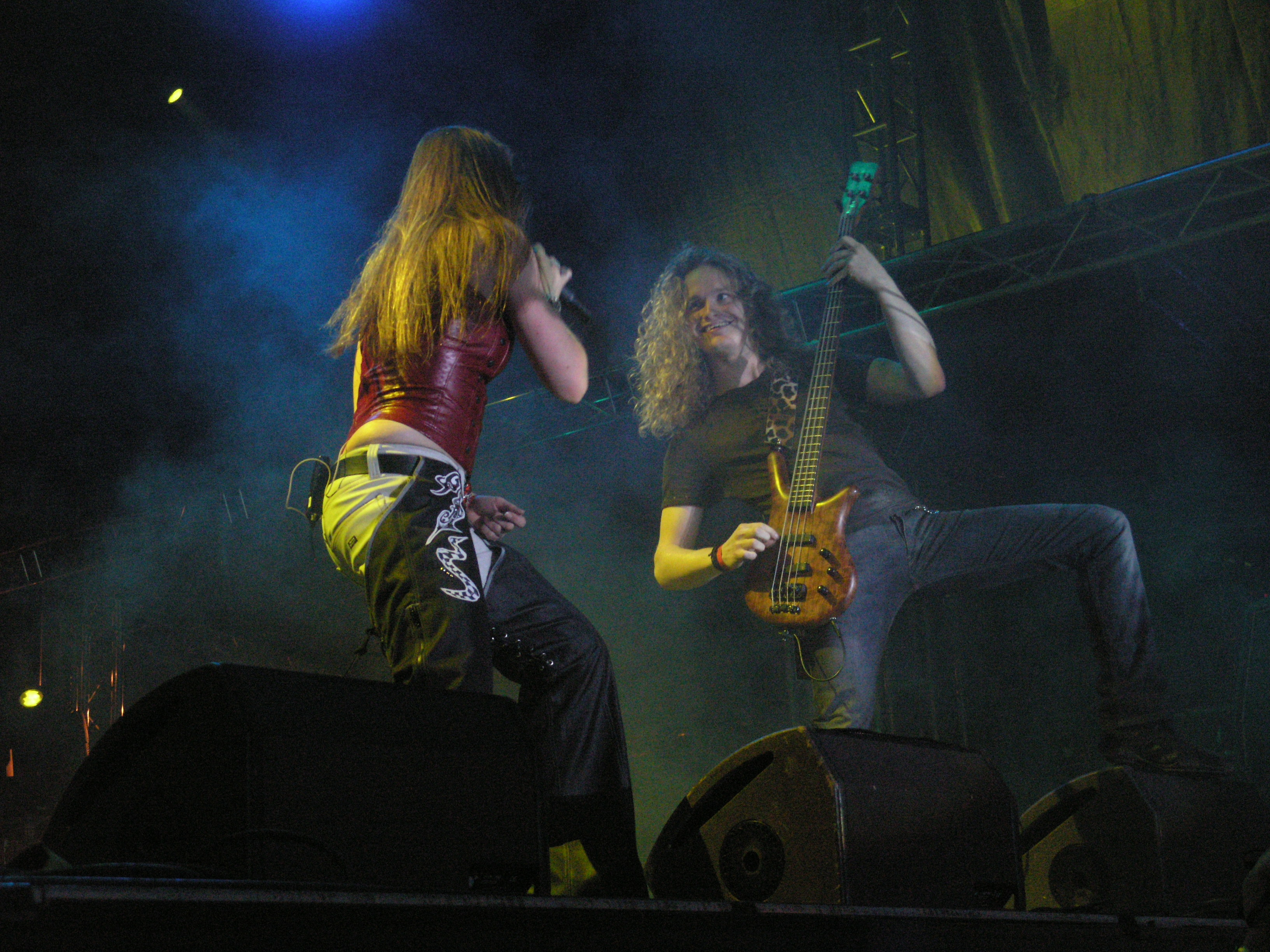
Jansen amb After Forever el 2007.

Ha col·laborat amb músics com Arjen Lucassen i Gary Hughes. Tot i la correspondència de cognoms, no té cap parentiu amb Mark Jansen, exguitarrista i fundador de After Forever.
El 1995 va formar part de la banda de la seva escola preparatòria, on tocava la guitarra i cantava. Va ser aquí on va descobrir la seva passió per la música i la posada en escena.
El 1997 es va unir a la banda Apocalypse (nom anterior de After Forever), on va començar com a vocalista de fons per després passar a ser la veu principal. Es va encarregar de la lírica de la major part dels àlbums del grup: Decipher, Exordium, Prison of Desire, Invisible Circles, Remagine i After Forever.
El 1999 va estudiar a Holanda, al Rockacademy, una espècie de conservatori, però enfocat en la música rock i pop. Posteriorment, va començar a ensenyar de manera particular i després va prendre un curs de bel canto i teatre musical per un any i només de mitja jornada, per poder-ho compaginar amb les gires amb After Forever.

### Retorn als escenaris amb ReVamp (2009 - 2013)
Al començament de 2009 After Forever va anunciar la dissolució de la banda. Posteriorment, Floor, a través del seu lloc web a Myspace, va anunciar que estava en procés de crear una nova banda. A l'octubre de 2009 va ser convidada a cantar en el setè Festival de Veus Femenines de Metal (Metal Female Voices Fest VII), on va revelar que la seva banda s'anomenaria ReVamp:
| « | Sempre és difícil triar un nom, però aquest era realment una cosa que vaig pensar: «Sí, té un so fresc». M'agrada el que significa, realment representa els moments actuals de la meva vida. Brinda de nova energia a la meva carrera. M'agrada la paraula "Vamp" en si, no com "Vampir", sinó més aviat com una dona forta a càrrec de la seva carrera. És curta i res massa misteriosa. És més com sóc jo | » |

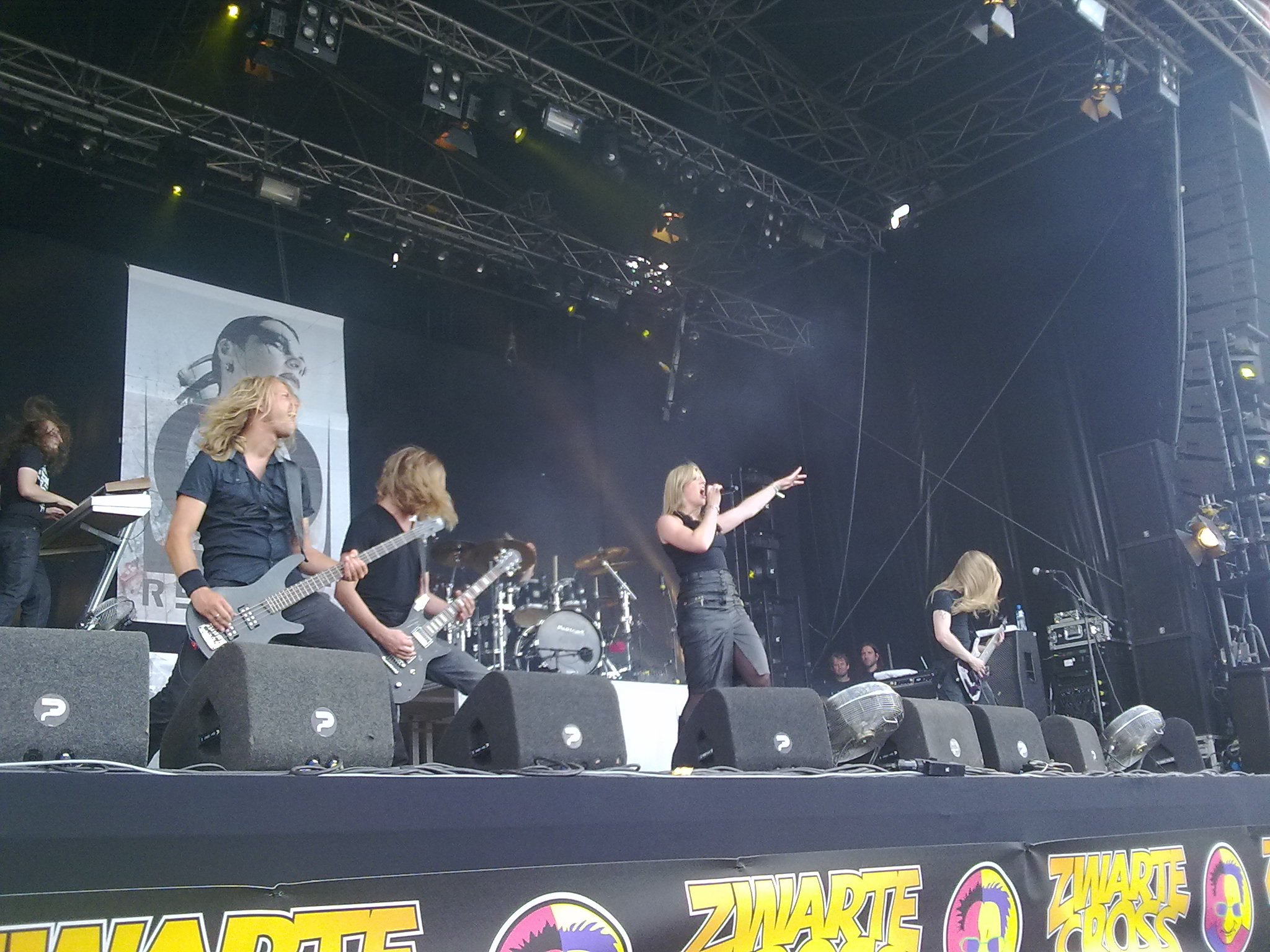
Amb ReVamp el 2010.

El 3 de gener de 2010 van començar els enregistraments a Alemanya del seu primer àlbum homònim d'estudi que va ser produït i escrit per Waldemar Sorychta de Grip Inc i Joost van den Broek (antic membre d'After Forever) sota el segell discogràfic de Nuclear Blast. L'àlbum va ser posat a la venda el 28 de maig a Europa i el 27 de juliol a Amèrica. Floor amb la seva nova banda va participar en diverses presentacions en festivals de metal com el Graspop Metal Meeting i la vuitena edició de Metal Female Voices Fest, així com una gira per Europa de setembre a octubre de 2010 amb les bandes Epica i Kells. El 2011, ReVamp va anunciar la seva primera gira per Llatinoamèrica, que posteriorment va ser cancel·lada després que Jansen fes un comunicat a través del web del grup anunciant que patia el síndrome d'esgotament professional.
Més tard, el 2011, Jansen es va unir amb el seu antic company d'After Forever, Mark Jansen, a la gira per Llatinoamèrica del seu projecte Mayan. El 2013 es va publicar el segon àlbum de ReVamp, Wild Card, que contenia diverses cançons sobre la seva experiència amb el síndrome d'esgotament. Al desembre d'aquest mateix any va ser anunciada com una de les vocalistes principals per al segon àlbum d'Avalon, projecte del guitarrista Timo Tolkki.

### Nightwish (2013 - present)

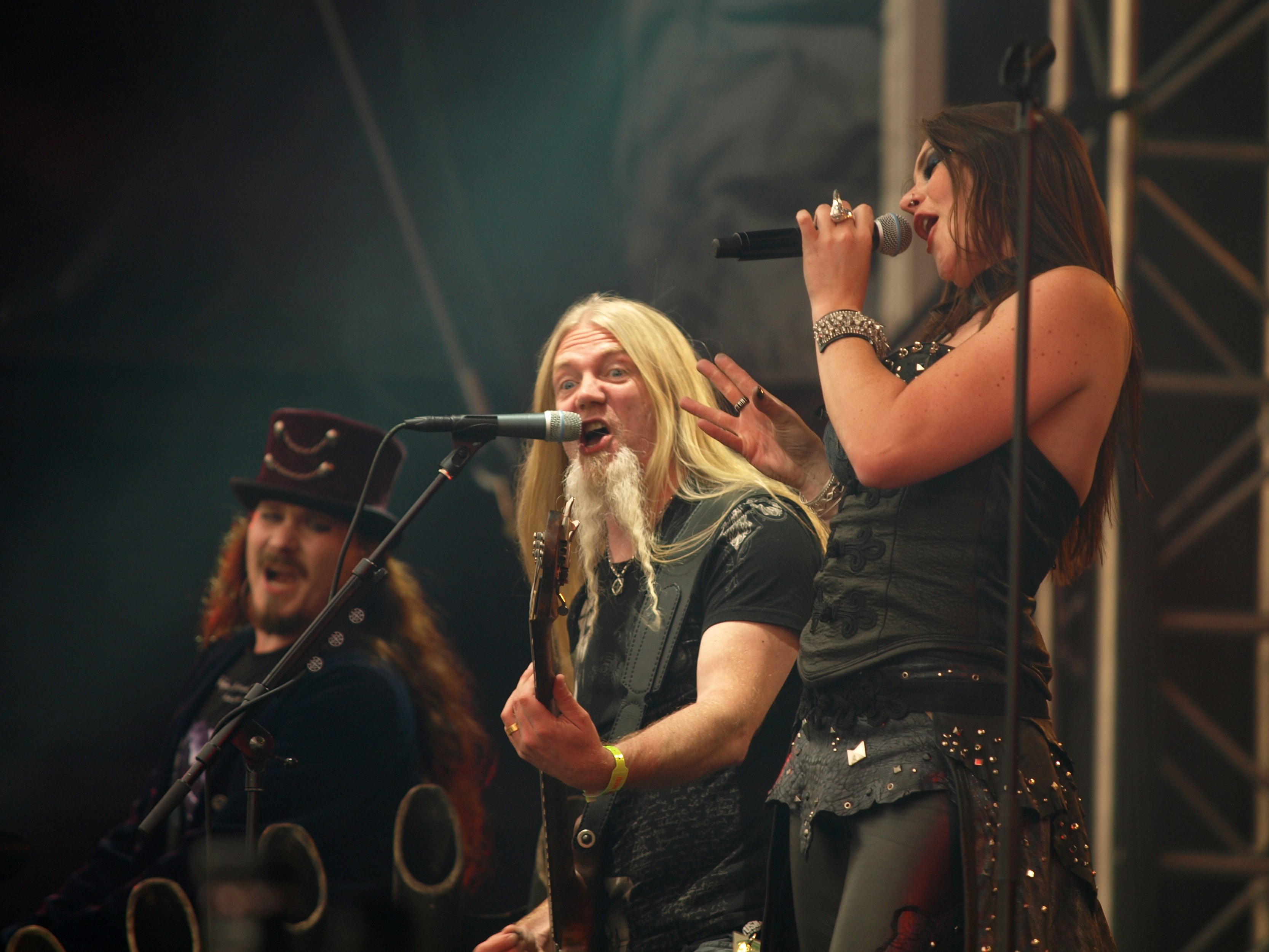
Floor amb Nightwish el 2013.

El primer d'octubre de 2012, Jansen va ser designada com la vocalista temporal de Nightwish a la gira "Imaginaerum World Tour" en reemplaçament d'Anette Olzon. La banda va confirmar que editaria un DVD/Blu-ray en directe amb la cantant neerlandesa i es va escollir la seva presentació en el famós festival de metal Wacken Open Air amb el propòsit de publicar-se el novembre. Tuomas va dir que era una meravellosa forma d'immortalitzar el pas de Floor Jansen per la banda.
El 9 d'octubre de 2013 es va confirmar la incorporació de Floor Jansen com a cantant permanent de Nightwish.

### Altres treballs
Els tres àlbums del projecte Ayreon del compositor i multiinstrumentista neerlandès Arjen Anthony Lucassen inclouen veus de Jansen: ella va cantar les veus d'acompanyament a "My House on Mars" de l'àlbum Universal Migrator Part 1: The Dream Sequencer, va interpretar el personatge de Forever (referit com a Ω) en set cançons de l'àlbum 01011001 i va ser presentat com un personatge anomenat The Biologist a l'àlbum The Source. També és membre del supergrup de heavy metal Star One de Lucassen, i va aparèixer en els àlbums d'estudi Space Metall i Victims of the Modern Age. També va aparèixer en l'àlbum en directe de 2018 Ayreon Universe - The Best of Ayreon Live.
El 9 de desembre de 2013, va ser anunciada com a vocalista principal, interpretant el paper principal, per al segon àlbum de l'acte de l'òpera de metal Avalon de l'exguitarrista de Stratovarius, Timo Tolkki. L'àlbum, Angels of the Apocalypse, va ser llançat el 16 de maig de al 2014. També ha estat convidada a la banda de metall francesa Nightmare.
Intervingué en dos temes de l'àlbum The Storm Within (2016), del grup Evergrey: In Orbit i Disconnect.
El 22 de febrer de 2018, es va donar a conèixer Northward, un projecte de hard rock de Jansen i el guitarrista de Pagan's Mind, Jørn Viggo Lofstad. Els dos van crear el projecte el 2007, escrivint un àlbum complet de música a 2008 però no ho van poder gravar prèviament a causa dels seus ocupats horaris; finalment es van reunir el 2017 per gravar l'àlbum, que va ser llançat el 19 d'octubre de 2018 sota el segell de Nuclear Blast. L'àlbum comptà amb un duo entre Jansen i la seva germana Irene.
El 24 d'agost de 2019, es va estrenar la nova temporada del programa de televisió neerlandès Beste Zangers (Els millors cantants), on Floor participà en representació del gènere metal. En els dotze capítols del programa, també van ser-hi els destacats cantants neerlandesos Ruben Annink, Samantha Steenwijk, Emma Heesters, Rolf Sanchez, Tim Akkerman i Henk Poort.

## Perfil vocal
El registre vocal de Floor Jansen correspon a la de soprano. La seva forma de cantar abasta un estil homologable al pop, el rock, el blues i bel canto. Va començar a utilitzar en algunes presentacions seva veu gutural en la cançó «In Sickness 'Till Death Do Us Part: Disdain», substituint així a Björn Strid qui va prestar la seva veu per a la versió en estudi. En el segon àlbum de ReVamp, tots els guturals, a excepció del tema «Misery 's No Crime», van ser fets per la mateixa Jansen. En l'àlbum Endless Forms Most Beautiful de Nightwish, Floor atorga els guturals en la cançó «Yours is an Empty Hope».

## Vida personal
Floor Jansen mesura 1,83 m. Té una germana petita anomenada Irene Jansen, qui també és cantant. A part d'un pírcing al nas posseeix diversos tatuatges, entre ells un mussol a l'espatlla dreta (emblema característic de Nightwish) que es va fer per la seva recuperació del síndrome d'esgotament professional; originalment havia pensat posar-s'hi un fènix. També té un tatuatge del caràcter grec omega al canell esquerre, símbol que ha utilitzat anteriorment en altres projectes musicals com ReVamp, After Forever i Star One.
És vegetariana a causa que la producció de carn li sembla qüestionable.
El 18 de setembre de 2016, es va anunciar que esperava el seu primer fill. El 15 de març de 2017. Jansen va donar a llum a una nena anomenada Freja.

## Discografia

### After Forever
- 2000: Prison of Desire
- 2001: Decipher
- 2003: Exordium
- 2004: Invisible Circles
- 2005: Remagine
- 2007: After Forever

### ReVamp
- 2010: ReVamp
- 2013: Wild Card

### Ayreon
- 2000: Universal Migrator
- 2008: 01011001
- 2017: The Source

### Star One
- 2002: Space Metal
- 2003: Live on Earth
- 2010: Victims of the Modern Age

### Dauro
- 2008: Celebrate

### Nightwish
- 2015: Endless Forms Most Beautiful
- 2020: Human:II: Nature.

### MaYaN
- 2011: Quarterpast
- 2014: Antagonise

### Evergrey
- 2016: The Storm Within